# Icezone Music
Bros Music ist ein im Jahr 1999 gegründetes Independent-Label mit Sitz in Weil am Rhein. Inhaber, Gründer und Produzent ist David Brandes. Von 2006 bis 2020 firmierte das Unternehmen unter dem Namen Icezone Music. Seit 2020 firmt das Label wieder mit den ursprünglichen Namen.
Im Jahr 2005 schloss Bros Music mit SPV einen Vertriebsvertrag ab.

## Veröffentlichungen
Den größten kommerziellen Erfolg erreichte die Plattenfirma mit Vanilla Ninja (2003–2005), deren Album Traces of Sadness 2004 Goldstatus erreichte. Darüber hinaus sorgten E-Rotic (1999–2002), Bad Boys Blue (2003), Chris Norman (2004) und Gracia (2005–2006) für diverse Verkaufserfolge.
Das erste Album, welches unter dem Label Bros Music produziert wurde, war das E-Rotic-Album Mambo No. Sex, allerdings in Zusammenarbeit mit Ariola.

## Musiker, Bands, Projekte und Gruppen bei Bros Music
Zurzeit stehen folgende Musiker, Bands, Projekte und Gruppen (Stand: August 2025) bei Bros Music unter Vertrag:
- E-Rotic
- Vanilla Ninja
- Molow
- Gracia
- Pupo

Zudem waren folgende Musiker, Bands, Projekte und Gruppen bei Bros Music bzw. Icezone Music unter Vertrag:
- Timecode
- Bad Boys Blue
- Mission X
- Chris Roberts
- Shark
- Desire
- The Forgiven
- Claudi & The Partymakers
- Ashana
- Apanachee
- 4 United
- Virus Incorporation
- Indiggo
- Maarja (Could You und Shine It On)
- Lemon Ice
- Shanadoo
- Mayor’s Destiny
- Ute Freudenberg
- Christian Lais
- Chris Norman
- Missing Heart
- Lenna
- Collessio
- Heart Attack

## Chartmanipulation
Im Jahr 2005 wurde Brandes überführt, Personen beauftragt zu haben, tausende Produkte von Vanilla Ninja, Virus Incorporation und Gracia Baur zu kaufen, um ihnen einen Wettbewerbsvorteil zu verschaffen.